# Gunhild Vehusheia
Gunhild Vehusheia, född 1975 i Grimstad, är en norsk advokat och feminist. Hon var ordförande i Norges kvinnelobby, en paraplyorganisation för norsk kvinnorörelse, från 2016 till 2017. Hon är advokat och partner i advokatbyrån Vive Advokater och är före detta chef för Juridisk rådgivning for kvinner (2009–2012) och ordförande för Kvinnouniversitetet i Norden.
Hon blev cand.jur. (jur.kand.) vid Universitetet i Oslo 2003, och arbetar som advokat särskilt med människohandel, tvångsarbete och våld mot barn och kvinnor.